# التقسيم الإداري في البرازيل

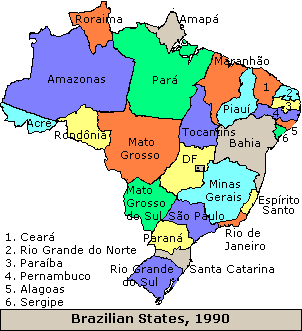
التقسيم الاداري في البرازيل

تنقسم البرازيل إلى عدة أنواع ومستويات من التقسيمات الفرعية.

## المناطق
منذ عام 1942، قسم المعهد البرازيلي للجغرافيا والإحصاء البرازيل إلى خمس مناطق جغرافية. في 23 نوفمبر 1970، تم تعديل مناطق البرازيل بشكل طفيف وفقًا للتعريف الذي لا يزال قيد الاستخدام حتى اليوم. التقسيم إلى مناطق هو مجرد أكاديمي وإحصائي ، حيث لا تتمتع المناطق بأي استقلال سياسي.
- المنطقة الشمالية.
- المنطقة الشمالية الشرقية.
- المنطقة المركزية الغربية.
- المنطقة الجنوبية الشرقية.
- المنطقة الجنوبية.

## الولايات
تنقسم البرازيل إلى 27 وحدة اتحادية: 26 ولاية ومنطقة اتحادية واحدة.
- أكري
- ألاغواس
- أمابا
- الأمازون
- سيارا
- باهيا
- إسبيريتو سانتو
- غوياس
- مارانهاو
- ماتو غروسو
- ماتو غروسو دو سول
- ميناس جرايس
- بارا
- بارايبا
- بارانا
- بيرنامبوكو
- بياوي
- ريو دي جانيرو
- ريو غراندي دو نورتي
- ريو غراندي دو سول
- روندونيا
- رورايما
- سانتا كاتارينا
- ساو باولو
- سيرجيبي
- توكانتينس
- القطاع الفدرالي

## البلديات
أدنى مستوى من التقسيم السياسي في البرازيل هي البلديات، والتي تتمتع أيضًا بالاستقلال السياسي والاقتصادي. هناك أكثر من 5500 بلدية في البرازيل، تضم جميع أراضي البلاد تقريبًا. الاستثناءات الوحيدة هي المقاطعة الفيدرالية (غير مقسمة إلى بلديات، ولكن إلى 33 منطقة إدارية، بدون أي استقلال سياسي) وأرخبيل فرناندو دي نورونها، الذي يتكون من منطقة ولاية.